# Sigurd Owren
Sigurd Owren (ur. 31 lipca 1884 w Oslo, zm. 14 listopada 1953) – norweski armator, gdański makler i norweski urzędnik konsularny.
Był agentem Lægterkompaniet A/S (obecnie Bugser and Bjergsselskabet) w Oslo (1914-1922), następnie przedstawicielem firmy żeglugowej Det Bergenske Dampskibsselskab z Bergen w Gdańsku, oraz współkierującym firmą maklerską Bergenske & Walford Baltic Transports Ltd. tamże (1922-1925). Równolegle pełnił funkcję konsula Norwegii w Gdańsku (1922-1925). Z jego inicjatywy założono firmę armatorską Marna A/S, której był też przedstawicielem (1927-1953).